# Cassie (álbum)
Cassie é o primeiro álbum de estúdio da cantora norte-americana Cassie, lançado pela Bad Boy nos Estados Unidos em 8 de agosto de 2006. Ryan Leslie produziu quase todo álbum, que mistura R&B e pop.
Cassie estreou com seu álbum na quarta colocação na parada de singles americana Billboard, com 100.374 cópias vendidas na primeira semana. O álbum permaneceu no top 10 por duas semanas, no top 40 por três semanas, continuando no top 200 por doze semanas. Até abril de 2008, o álbum vendeu 321.000 cópias. O primeiro single do álbum foi Me & U, atingiu a terceira posição no top 100 do Billboard e conquistou o top 20 em seis outros países. O segundo single foi Long Way 2 Go. Este não foi tão bem nas paradas como o "Me & U", chegando apenas na 97ª posição no Billboard, mas teve bons desempenho em outros países, como na França, que atingiu o terceiro lugar nos singles no ritmo R&B.
| Críticas profissionais                                                      | Críticas profissionais |
| Avaliações da crítica                                                       | Avaliações da crítica  |
| Fonte                                                                       | Avaliação              |
| --------------------------------------------------------------------------- | ---------------------- |
| Allmusic                                                                    | [ 1 ]                  |
| Slant                                                                       | [ 2 ]                  |
| Stylus                                                                      | (D+)                   |
| Esta tabela precisa de ser acompanhada por texto em prosa. Consulte o guia. |                        |

## Faixas
| N.º | Título                             | Compositor(es)                                        | Duração |  |
| 1.  | "Me & U"                           | Ryan Leslie                                           | 3:13    |  |
| 2.  | "Long Way 2 Go"                    | Ryan Leslie & Cassie                                  | 3:40    |  |
| 3.  | "About Time"                       | Ryan Leslie & Y. Maroufi                              | 3:33    |  |
| 4.  | "Kiss Me"                          | Ryan Leslie & Cassie                                  | 4:07    |  |
| 5.  | "Call U Out"                       | Ryan Leslie, Cassie & B. Fletcher                     | 3:32    |  |
| 6.  | "Just One Nite"                    | Ryan Leslie                                           | 4:06    |  |
| 7.  | "Hope You're Behaving (Interlude)" | Ryan Leslie & Cassie                                  | 0:36    |  |
| 8.  | "Not With You"                     | Ryan Leslie & Y. Maroufi                              | 3:17    |  |
| 9.  | "Ditto"                            | Ryan Leslie & C. Williams                             | 3:34    |  |
| 10. | "What Do U Want"                   | Ryan Leslie, Galadriel Masterson, Hopey Rock & Cassie | 3:13    |  |
| 11. | "Miss Your Touch"                  | Ryan Leslie & Chino Lewis                             | 2:33    |  |

Notas
- "Kiss Me" contém elementos de "T-Shirt", escrito por Angela Beyincé, Vidal Davis, Garrett Hamler, Andre Harris, Beyoncé Knowles, Kelendria Rowland and Tenitra Williams, e interpretado por Destiny's Child.